# Урбан VII
Урба́н VII (лат. Urbanus PP. VII; в миру Джамбаттиста Кастанья, итал. Giovanni Battista Castagna; 4 августа 1521, Рим — 27 сентября 1590[…], Рим) — папа римский с 15 по 27 сентября 1590 года.

## Биография
Джамбаттиста Кастанья родился 4 августа 1521 в Риме. Его отец Козимо Кастанья был генуэзским дворянином. Мать  Констанца Риччи Джакобацци (итал. Costanza Ricci Jacobazzi) родилась в Риме и была сестрой кардинала Джакобацци.
Джамбаттиста Кастанья учился в нескольких университетах Италии, получил степень доктора обоих прав (гражданского и церковного) в Болонском и Падуанском университетах. После этого стал помогать своему дяде, кардиналу Джироламо Верало, в частности во время его службы папским легатом во Франции.
С 1565 по 1572 год был папским легатом, затем апостольским нунцием в Испании, с 1 марта 1553 по 1573 — архиепископом Россано и в 1576—1577 годах — губернатором Болоньи.
Стал кардиналом 12 декабря 1583, в один день с Никколо Сфрондрати и Джованни Антонио Факкинетти де Нуче, последовательно занимавших папский престол после его смерти соответственно как Григорий XIV и Иннокентий IX, а также в один день с Алессандро Оттавиано Медичи, который стал папой Львом XI.
В 1586 году назначен великим инквизитором.
Его избрание на папский престол было в значительной степени обусловлено влиянием испанских кардиналов в Коллегии кардиналов. Кастанья был избран в качестве преемника папы Сикста V 15 сентября 1590 года и взял себе имя Урбана VII.
Считается, что Урбан VII впервые в истории запретил курение табака в общественных местах, угрожая отлучить от церкви всех, кто курил табак в церкви, а также жевал его, нюхал или раскуривал трубку. На самом деле с табакокурением боролся папа Урбан VIII в 1624 году, от него же исходила и угроза отлучить курильщиков от церкви.

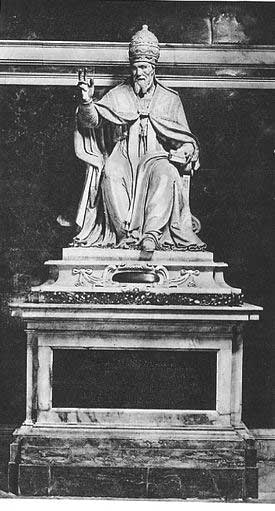
Памятник на гробнице Урбана VII работы Амброджо Буонвичино

В этот период распространились знаменитые пророчества Малахии (1094—1148), примаса Ирландии, о папах. Они содержат прозвища, своего рода «девизы», придуманные автором пророчеств для характеристики деятельности пап, которые будут править после XVI века. Опубликовавший текст пророчеств в 1595 году монах-бенедиктинец и историк Арно де Вион  включил в него помимо самих пророчеств (оформленных в форме кратких загадочных латинских фраз) исторические справки из истории пап вплоть до Урбана VII, которому соответствует девиз «Из росы небесной», а ссылка-пояснение гласит, что он «был архиепископом Россано в Калабрии, где с некоторых растений собирается сладкий сок, называемый "росой небесной"».

## Смерть
Урбан умер от малярии через 13 дней после избрания его папой римским. Самый краткосрочный понтификат (12 дней), не считая Стефана ІІ, умершего через два дня после избрания и не успевшего приступить к исполнению обязанностей папы. Урбан не дожил даже до интронизации. Он был похоронен в Ватикане. Позже — 21 сентября 1606 года — его останки передали Базилике Святой Марии над Минервой.